# 아르세날레 디 베네치아
아르세날레 디 베네치아(이탈리아어: Arsenale di Venezia)는 이탈리아 베네치아에 있는 조선소이자 병기창 복합단지이다. 베네치아 비엔날레가 일부 단지 지역에서 사용된다.

## 개요
아르세날레 디 베네치아의 건설은 1104년 베네치아 공화국 시기에 시작되었다.  이후 아르세날레는 산업 혁명 이전까지 유럽 최대 규모의 산업시설이었으며, 면적 45ha로 베네치아 시가지의 15%를 차지하였다. 둘레 3.2km의 방벽으로 둘러싸여 있었으며, 소속된 노동자들과 조선공들은 아르세날레와 베네치아 항구에서 일했다.
높은 벽과 경계병들이 아르세날레 주위를 차단하고 있었으며, 아르세날레의 구역별로 탄약, 밧줄, 삭구 등 각기 다른 선박 기자재들을 생산하였다. 생산된 기자재들은 빠르면 하루만에 조립이 완성되었다. 이는 베네치아 해군이 베네토의 몬텔로 일대 숲을 독점하여 아르세날레의 목재로 공급하였기 때문이었다.
1797년 나폴레옹에 의해 베네치아 공화국이 멸망하기 전까지 베네치아 부의 원천이었던 교역선은 대부분 아르세날레에서 건조되었다. 아르세날레는 현재 카스텔로 세스티에레에 위치하며 국가에서 소유하고 있다.

## 역사
아르세날레는 8세기에 비잔티움 양식으로 처음 건축된 것으로 추정된다. 그러나 현존 구조물중 가장 오래된 부분은 1104년 오르델라포 팔리에로 도제의 임기에 건축되었다.
초기의 아르세날레는 그저 민간에서 건조한 군함을 수리하는 국영 수리조선소였다. 그러나 1320년 훨씬 커진 아르세날레 누오보가 지어진 이후에는 아르세날레 한 곳에서 공화국의 모든 군함과 상선을 건조하고 수리할 수 있게 되었다. 부수적으로 그에 따르는 선박용 밧줄 생산과 노동자들의 주거 시설로서도 중요한 역할을 담당하기도 하였다.
베네치아 공화국에서는 고대 로마식으로 선체를 우선 조립하는 방식 대신에 뼈대를 먼저 조립하는 방식을 도입하여 아르세날레에 대량 생산 체계를 확립하였다. 뼈대를 먼저 조립하는 방식은 기존에 비해 훨씬 빠르고 목재를 적게 소비하였다. 작업 효율이 최고조에 달했던 16세기 초에는 16,000여명의 노동자들이 매일 갤리 한 척씩을 건조해냈다. 생산 라인에서 표준 부품을 조립하는 이러한 생산 방식은 산업 혁명 이전까지 아르세날레가 유일했다.

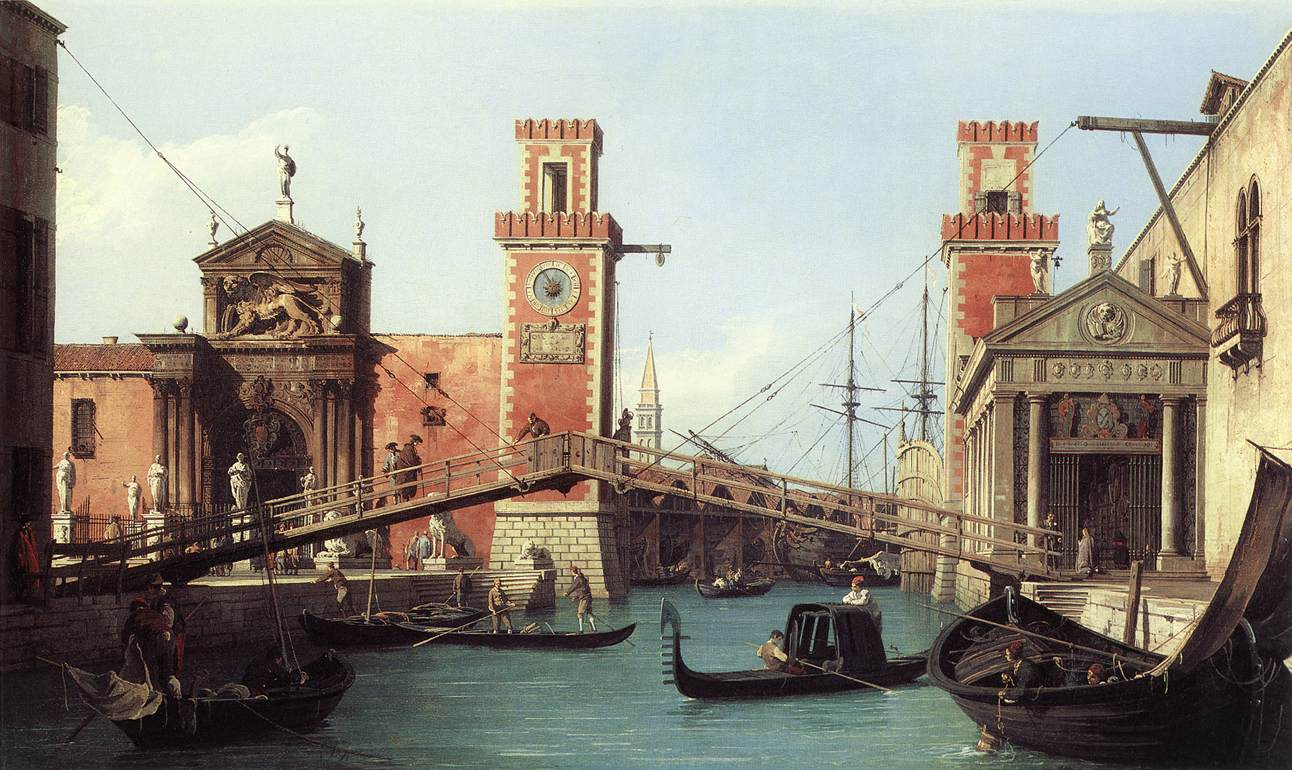
아르세날레 입구의 풍경. 카날레토, 1732년 작.

아르세날레의 정문 포르타 마그나 (Porta Magna)는 1460년 즈음 지어진 베네치아 최초의 신고전주의 건축물이다. 야코포 벨리니가 설계하여 안토니오 감벨로가 지은 것으로 추정된다. 1687년에는 사자상 2개를 그리스에서 가져와 붙였다. 그 중 피레우스의 사자로 불리는 하나에는 11세기 그리스를 침략한 스칸디나비아 용병이 새긴 룬 문자가 남아있다.
16세기 말 아르세날레의 기술자들은 크고 무거운 함포를 장착하기 위해 대형 함선을 개발하였다. 그 중 가장 큰 선박은 무역용 대형 갤리를 변형한 갈레아스이다. 갈레아스는 레판토 해전에서 오스만 제국에 맞서 투입되었다. 거대한 선체에 회전포탑을 장착하였으나 느리고 전장에서 다루기 힘들었기 때문에 소수만이 건조되었다. 라운드십을 보다 길게 만든 무장상선인 갤리온도 아르세날레에서 개발되었다. 갤리온은 대규모 해전에서는 유용하게 쓰였지만 달마티아 연안의 좁은 만에서는 운용이 어려웠다.
아르세날레의 주요 시설은 나폴레옹의 지배 하에서 파괴되었으나 이후 재건되어 일부는 해군기지로 사용되고 있으며 연구소, 베네치아 비엔날레 전시장, 고선박 보존 시설 등으로 활용되고 있다.

## 대량생산
아르세날레 디 베네치아는 당시 유일했던 조립 라인 공정을 바탕으로 갤리선 대량생산 능력을 보유하였으며, 산업 혁명 이전까지 유럽 최대의 단일 생산 시설이었다.
아르세날레의 생산능력은 대부분의 유럽국가에서 길드 방식으로 산업 생산이 이루어지던 당시에는 매우 드문 것이었다. 길드는 담당 구역에서 생산과 판매를 독점하고 기술을 자식과 도제에게 물려주어 느리고 비효율적이었지만, 아르세날레는 미래 산업 생산 방식의 전조를 보여주었다.
아르세날레 디 베네치아의 대량 생산은 1320년 기존에 비해 크고 효율적인 아르세날레 누오보 (Arsenale Nuovo)가 만들어진 후 시작되었다. 이전의 아르세날레는 사유 선박의 수리조선소로 사용되었으나, 아르세날레 누오보의 건설과 대형 갤리선의 도입은 아르세날레 디 베네치아를 산업시설로 바꾸어 놓았다. 대형 갤리선은 뼈대를 먼저 조립하는 공법으로 건조되었다. 이러한 공법은 선체를 먼저 조립하는 기존의 방식보다 목재를 적게 소비하면서, 공기도 줄어들었다. 이것은 아르세날레를 대량생산시설로 바꾼 결정적인 부분이었다. 아르세날레는 16세기까지 세계에서 가장 강력하고 효율적인 조선소였다. 완벽히 장비가 갖춰진 상선과 군함을 하루 1척씩 생산할 수 있었으며, 베네치아 해군의 중요 무기고이기도 하였다.
다른 유럽 국가에서는 같은 크기의 선박을 건조하려면 한달이 걸렸다. 이와 비해 아르세날레에서는 16,000명에 이르는 대규모 고용과 생산 효율화를 통해 대량 생산이 이루어졌다. 생산은 크게 뼈대 작업, 판재와 선실 작업, 총조립의 3단계로 구분되었다. 각 단계마다 개별 공정에 숙련된 노동자들이 소속되어 표준화된 부품으로 생산을 진행하는 조립 라인 공정이 이루어졌다. 아르세날레에서 건조중이거나 수리중인 갤리선은 보통 100척 수준이었다. 따라서 갤리 한척이 진수되면 즉시 그 다음 갤리의 마무리가 진행되었다. 아르세날레의 공정 배치는 생산 과정에서 재료의 취급을 최소화할 수 있도록 꾸준히 변경되었다. 아르세날레에서는 부품의 표준화와 호환성에 대해서도 인지하고 있었다.
아르세날레의 중요한 혁신 중 하나는 이동 조립 공정(moving assembly line)의 도입이다. 갤리선은 운하를 따라 조립 공정을 이동하면서, 노동자들과 부품이 갤리가 있는 곳으로 이동하는 것이 아니라 갤리가 노동자들과 부품이 이동하는 방식으로 건조가 이루어졌다. 이러한 조립방식은 20세기 초 헨리 포드가 현대식 컨베이어 벨트 시스템을 도입한 이후에야 다시 이루어졌다.